# Енсенада (Нью-Мексико)
Енсенада (англ. Ensenada) — переписна місцевість (CDP) в США, в окрузі Ріо-Арріба штату Нью-Мексико. Населення — 107 осіб (2010).

## Географія
Енсенада розташована за координатами 36°43′51″ пн. ш. 106°32′13″ зх. д. / 36.73083° пн. ш. 106.53694° зх. д. (36.730925, -106.536813).  За даними Бюро перепису населення США в 2010 році переписна місцевість мала площу 3,78 км², уся площа — суходіл.

### Клімат
| Клімат : Енсенада     | Клімат : Енсенада | Клімат : Енсенада | Клімат : Енсенада | Клімат : Енсенада | Клімат : Енсенада | Клімат : Енсенада | Клімат : Енсенада | Клімат : Енсенада | Клімат : Енсенада | Клімат : Енсенада | Клімат : Енсенада | Клімат : Енсенада | Клімат : Енсенада |
| Показник              | Січ.              | Лют.              | Бер.              | Квіт.             | Трав.             | Черв.             | Лип.              | Серп.             | Вер.              | Жовт.             | Лист.             | Груд.             | Рік               |
| Середній максимум, °C | 1,7               | 2,8               | 7,8               | 12,8              | 19,4              | 23,9              | 27,2              | 24,4              | 19,4              | 14,4              | 7,8               | 1,7               | 13,9              |
| Середній мінімум, °C  | −11,1             | −8,9              | −6,1              | −2,8              | 2,8               | 6,7               | 10,0              | 10,0              | 5,0               | 0,0               | −5                | −9,4              | −0,6              |
| Норма опадів, мм      | 53                | 51                | 64                | 46                | 41                | 28                | 51                | 76                | 56                | 53                | 51                | 48                | 615               |
| --------------------- | ----------------- | ----------------- | ----------------- | ----------------- | ----------------- | ----------------- | ----------------- | ----------------- | ----------------- | ----------------- | ----------------- | ----------------- | ----------------- |
| Джерело: Weatherbase  |                   |                   |                   |                   |                   |                   |                   |                   |                   |                   |                   |                   |                   |

## Демографія
Згідно з переписом 2010 року, у переписній місцевості мешкало 107 осіб у 42 домогосподарствах у складі 30 родин. Густота населення становила 28 осіб/км².  Було 54 помешкання (14/км²).
Расовий склад населення:
| - 72,0 % — білих - 2,8 % — корінних американців - 21,5 % — осіб інших рас |

До двох чи більше рас належало 3,7 %. Частка іспаномовних становила 88,8 % від усіх жителів.
За віковим діапазоном населення розподілялося таким чином: 21,5 % — особи молодші 18 років, 57,0 % — особи у віці 18—64 років, 21,5 % — особи у віці 65 років та старші. Медіана віку мешканця становила 44,3 року. На 100 осіб жіночої статі у переписній місцевості припадало 75,4 чоловіків;  на 100 жінок у віці від 18 років та старших — 82,6 чоловіків також старших 18 років.
Цивільне працевлаштоване населення становило 108 осіб. Основні галузі зайнятості: науковці, спеціалісти, менеджери — 68,5 %, мистецтво, розваги та відпочинок — 16,7 %, освіта, охорона здоров'я та соціальна допомога — 14,8 %.